# Имперско министерство на окупираните източни територии
Имперско министерство на окупираните източни територии (на немски: Reichsministerium für die besetzten Ostgebiete (RMfdbO)) е бивше министерско звено от времето на Ваймара и Националсоциализма (1919-1945), отговарящо предимно за окупацията на територията на СССР по време на действащи битки там.

## Структура
- Имперско министерство на окупираните източни територии (Алфред Розенберг)
- заместващ райхсминистър – Алфред Майер
- Отдел Z (Централно управление)
  - съгласувана ставка на фюрера – Вернер Кьопен
  - пратеник на сухопътните войски – Ото Бреутигам
- Главно управление I (политика), началник Георг Лайбрант, заместник Готлоб Бергер.
  - Отдел I — общ
  - Отдел II — източни държави
  - Отдел III — украйна
  - Отдел IV — москва
  - Отдел V — кавказ
  - Отдел VI — култура
  - Отдел VII — преселване
  - Отдел VIII — преса/вестник
  - Отдел IX — мъже
  - Отдел X — жени
- Главно управление II (администрация)
  - Отдел I — вътрешен контрол
  - Отдел II — здравеопазване
  - Отдел III — ветеринарна служба
  - Отдел IV — социална служба
  - Отдел V — право
  - Отдел VI — пинанси
  - Отдел VII — наука — Ф. Херман
  - Отдел VIII — Информатори
- Главно управление III (икономика), началник Густав Шлотерер
  - група по икономическо сътрудничество
    - Отдел I — промишленост
    - Отдел I — горско дело
    - Отдел III — работна ръка
    - Отдел IV — цени
    - Отдел V — транспорт

  - група по храните и земеделието
    - Отдел I — аграрна политика
    - Отдел II — производство
    - Отдел III — счетоводство и контрол
    - Отдел IV — управление